# Neptunomonas japonica
Espèce
Neptunomonas japonica est une des espèces du genre de bactéries Neptunomonas de la famille Oceanospirillaceae de l'ordre Oceanospirillales. Ce sont des bactéries marines à Gram négatif de la classe des Gammaproteobacteria dans le phylum Pseudomonadota qui ont été isolées dans la zone maritime du Japon.

## Historique
Pendant trois années l'écosystème marin autour de carcasses de cachalots dans les fonds océaniques au large de Kagoshima (Japon) a été étudié. Le ROV HyperDolphin a effectué des prélèvements à proximité des tissus céphaliques des carcasses de cachalots à une profondeur de 226 m à 246 m. Ces prélèvements ont permis l'isolement de quatre souches bactériennes sur milieu Marine Agar 2216 devenues des souches de la nouvelle espèce Neptunomonas japonica. Le nouveau nom est validé par l'ICSP en juillet 2008 dans une publication de l'IJSEM.

## Taxonomie
Le nom correct complet (avec auteur) de ce taxon est Neptunomonas japonica Miyazaki et al. 2008.

### Étymologie
L'étymologie du nom de l'espèce Neptunomonas japonica est la suivante : ja.po’ni.ca N.L. fem. adj. japonica, appartenant au Japon où la bactérie a été isolée,. 

### Phylogénie
Les analyses phylogénétiques, basées sur les séquences du gène ARNr 16S, ont montré une similarité de 95,6 % à 96,0 %  entre les séquences des quatre souches et celle de la souche type de l'espèce Neptunomonas naphtovorans. La similarité avec le genre Oceanospirillum n'est que de 92,3 % à 93,5 % et avec l'espèce Neptuniibacter caesariensis de 93,3 % à 93,6 %). Ces analyses ont permis de montrer une très grande similarité de séquence supérieure à 99,6 % avec celle d'un clone nommé R46 obtenue d'une bactérie symbiote du ver tubicole Osedax japonicus.
Les hybridations ADN-ADN montrent que les quatre souches dont la souche JAMM 0745 font partie de la même espèce qui sera nommée Neptunomonas japonica avec plus de 72 % d'hybridation entre elles tandis que les résultats tombent à moins de 12 % d'hybridation avec l'espèce Neptunomonas naphtovorans.

### Souche type
La souche type de cette espèce Neptunomonas japonica est la souche JAMM 745 déposée dans diverses banques de cultures bactériennes sous les numéros DSM 18939 et JCM 14595,.

## Description
Les bactéries de l'espèce Neptunomonas japonica sont des bacilles à Gram négatif ne formant pas de spores et qui sont mobiles par l'intermédiaire d'un flagelle polaire ou sous-terminale. Elles sont anaérobies facultatives. Leurs dimensions sont de 0,8 µm à 1 µm de diamètre pour 1,6 µm à  1,8 µm de long. Sur milieu Marine Agar 2216, les colonies sont circulaires, convexes, lisses et de couleur crème et d'un diamètre de 0,5 mm à 1 mm au bout d'un à deux jours d'incubation à 20 °C. La croissance est optimale à 20 °C et est possible à 5 °C à 25 °C mais pas au-dessus de 27 °C ou 0 °C. Ces bactéries ont besoin de NaCl pour leur croissance (entre 1 % et 5 % avec un optimum à 2 %) et elle n'est pas possible en l'absence de NaCl ou à des concentrations supérieures à 6 %. De même, elles peuvent croître à des pH entre 7,0 et 8,5 avec un optimum à 7,5 mais pas au-delà de 9,0 ou 6,5.

### Tests biochimiques
Les tests biochimiques de l'espèce Neptunomonas japonica pour la catalase et la cytochrome oxydase sont positifs. Ces bactéries possèdent une DNase, une gélatinase et une lipase. Elles sont capables de réduire le nitrate en nitrite mais le nitrite n'est pas réduit. Les tests protéase, amylase, agarase et uréase sont négatifs.

### Quinones et acides gras
Le profil des isoprénoides quinones de Neptunomonas japonica révèle que la quinone Q-8 est majoritaire. Le profil des acides gras cellulaires montre une majorité de C16:1, C18:1 et C10:03-OH.

### GC%
Le contenu en bases nucléiques GC de l'espèce Neptunomonas japonica est de 43,6 % à 43,8 %.

### Résistance aux antibiotiques
Neptunomonas japonica est susceptible à l'ampicilline, au Chloramphénicol, à l'érythromycine, à la gentamicine, à la kanamycine , à l'acide nalidixique, la néomycine, la streptomycine et la pénicilline. Par contre, elles résistent à la tétracycline et la novobiocine.

## Habitat
Les Neptunomonas japonica sont des bactéries marines et ont notamment été isolées au large de Kagoshima  au Japon.